# Розкидане гніздо
«Розкидане гніздо» — радянський художній фільм 1981 року, знятий режисером Борисом Луценком на кіностудії «Білорусьфільм».

## Сюжет
За мотивами однойменної п'єси Янки Купали. Початок XX століття. Величезна біда прийшла в селянську родину Лявона Зяблика: задумавши будувати полотняну фабрику, молодий панич прогнав їх із викупленої землі й зруйнував будинок, у якому жили батько, мати, двоє синів і дочка. Кожен із них по-своєму спробував упоратися з нещастям. Не знайшовши правду в суді, зневірившись, покінчив життя самогубством батько. Жорстоко був побитий панськими слугами старший син, який спробував зібрати підписи мужиків, щоб подати до суду на панича. Збожеволіла дочка, яка щиро полюбила панича, але була знечещена і кинута ним. Пішла жебракувати по світу мати з маленьким Данилком. Але з'явився у селищі Невідомий, який покликав знедолених людей до боротьби. І народ повстав.

## У ролях
- Олександр Ткачонок — Лявон
- Антоніна Бендова — Мариля
- Ольга Сіріна — Зоська
- Олександр Франскевич-Лайє — Симон
- Денис Трушко — Данилко
- Вадим Лєдогоров — Панич
- Геннадій Гарбук — старець
- Іван Мацкевич — керуючий
- Анатолій Солоніцин — Незнайомий мандрівник
- Олександр Безпалий — мужик
- Анатолій Гур'єв — епізод
- Юрій Баталов — епізод
- Борис Аханов — епізод
- Григорій Бєлоцерковський — епізод
- Олексій Бірічевський — епізод
- Сергій Галуза — епізод
- Едуард Гарячий — епізод
- Володимир Грицевський — епізод
- Микола Табашников-Зорін — епізод
- Віктор Іваненко — епізод
- Артем Іноземцев — епізод
- С. Красікова — епізод
- Михайло Макаров — епізод
- Олександр Кашперов — гайдук
- Хома Воронецький — епізод
- Василь Молодцов — епізод
- Володимир Січкар — епізод
- І. Судник — епізод
- Олег Федулов — епізод
- Олександр Філатов — епізод
- Ростислав Шмирьов — епізод
- Павло Яцковський — епізод
- Олександр Айрапетов — епізод
- Юрій Іванов — епізод
- Ю. Засідателєв — епізод
- В. Каган — епізод
- Володимир Матросов — епізод
- І. Пікулик — епізод
- Валерія Войченко — Ганна

## Знімальна група
- Режисер — Борис Луценко
- Сценаристи — Борис Луценко, Геннадій Бекаревич
- Оператор — Юрій Єлхов
- Композитор — Сергій Кортес
- Художник — Валерій Назаров